# Charlotte Grimaldi
Charlotte Grimaldi (nome completo in francese Charlotte Louise Juliette; Costantina, 30 settembre 1898 – Parigi, 16 novembre 1977) è stata principessa ereditaria di Monaco dal 1922 al 1944.
Era la figlia illegittima, poi riconosciuta, del principe Luigi II, e la madre del principe Ranieri III.

## Biografia

### Infanzia

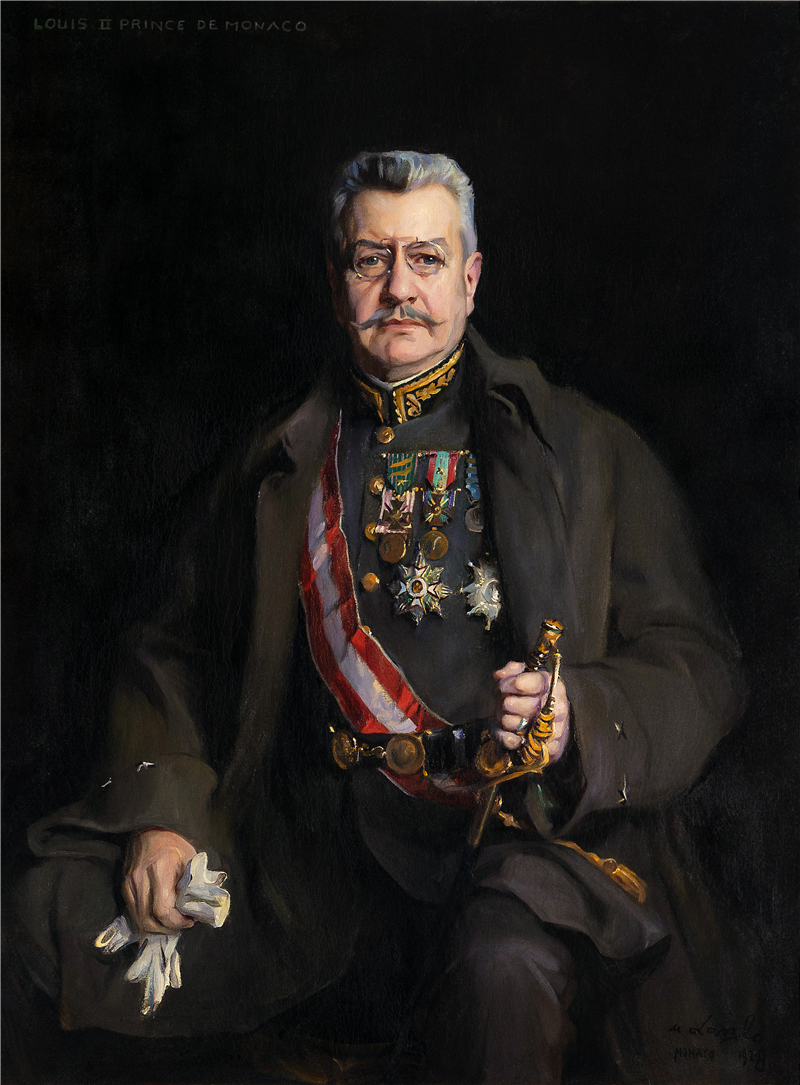
Un ritratto del principe Luigi II di Monaco di custodito nel Palazzo dei Principi

Nata Charlotte Louise Juliette de Monaco a Costantina nell'Algeria francese, era figlia naturale di Marie-Juliette Louvet, una cantante di cabaret, e del principe ereditario di Monaco, Luigi. Non si sa molto di come s'incontrarono i suoi genitori; inizialmente fu registrata Charlotte de Monaco dal padre, all'indomani della nascita, poi verrà riconosciuta come Charlotte Grimaldi de Monaco

### Legittimazione

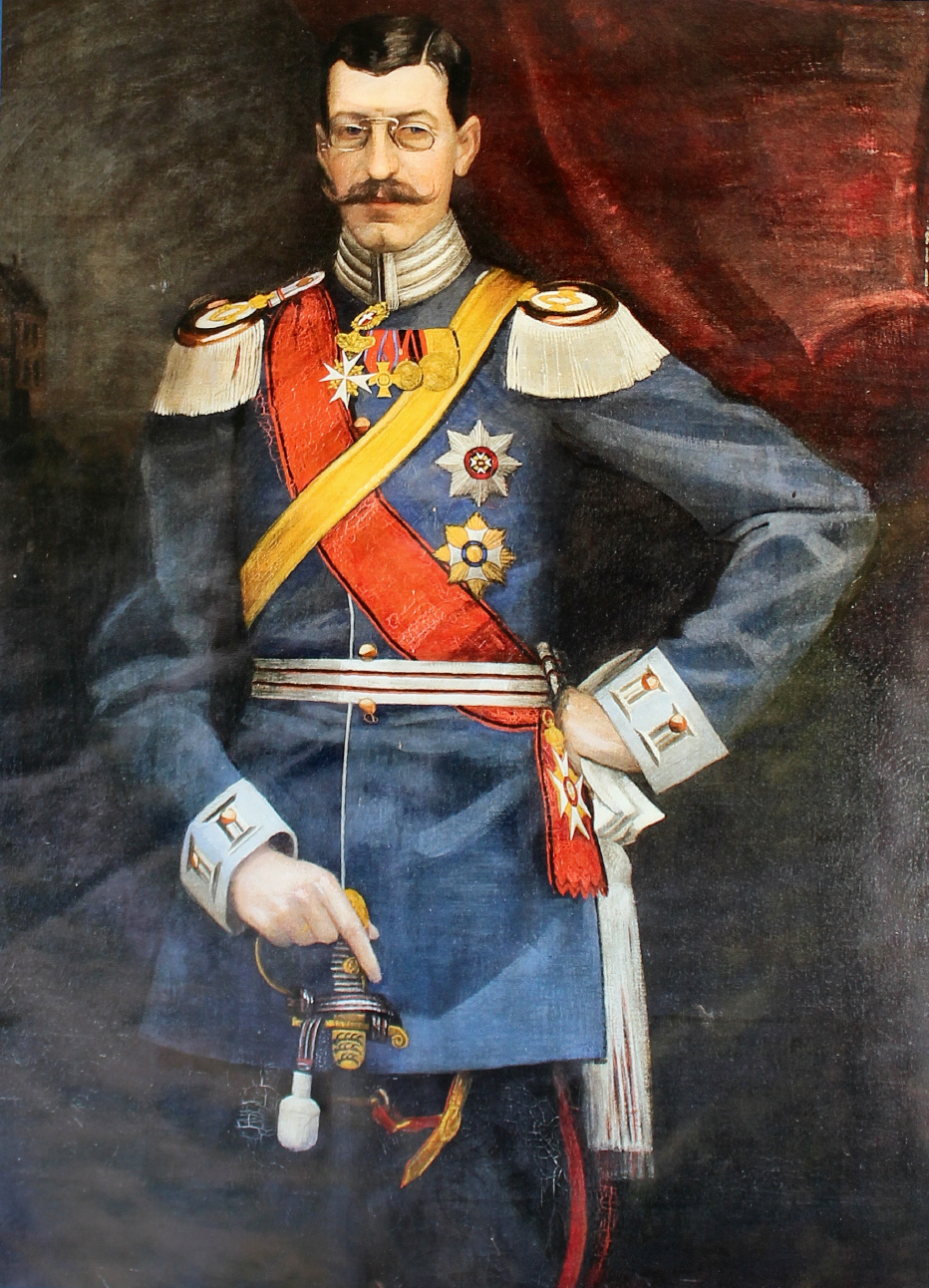
Guglielmo, duca di Urach ritratto nel 1897

Alla morte del principe regnante, l'anziano Alberto I, e di suo figlio Luigi, finora senza un erede legittimo, il trono di Monaco sarebbe dovuto passare al tedesco Guglielmo, II duca di Urach, figlio della principessa Florestina di Monaco e cugino di primo grado del principe Alberto I; per prevenire questo evento, il 15 maggio 1911 fu approvata una legge che riconosceva Charlotte come la figlia di Luigi, rendendola un membro della famiglia sovrana. Anche se fu successivamente ritenuta non valida con gli statuti del 1882, una ordinanza del 30 ottobre 1918 le permise di essere adottata. Questa ordinanza fu introdotta per superare la crisi per la successione di Monaco del 1918, si era infatti quasi alla fine della prima guerra mondiale e la Francia aveva dichiarato che mai avrebbe permesso la successione di Guglielmo di Urach (divenuto nel frattempo anche Re di Lituania come alleato tedesco). 
Luigi legittimò e adottò Charlotte a Parigi il 16 maggio 1919, e il nonno Alberto I le conferì il cognome Grimaldi e il titolo di Duchessa di Valentinois a vita; ella fu quindi erede presuntiva come principessa ereditaria dal 1922 fino al 30 maggio 1944.
Fu la 1.098° dama del Reale ordine della regina Maria Luisa.

#### Legalità dell'adozione

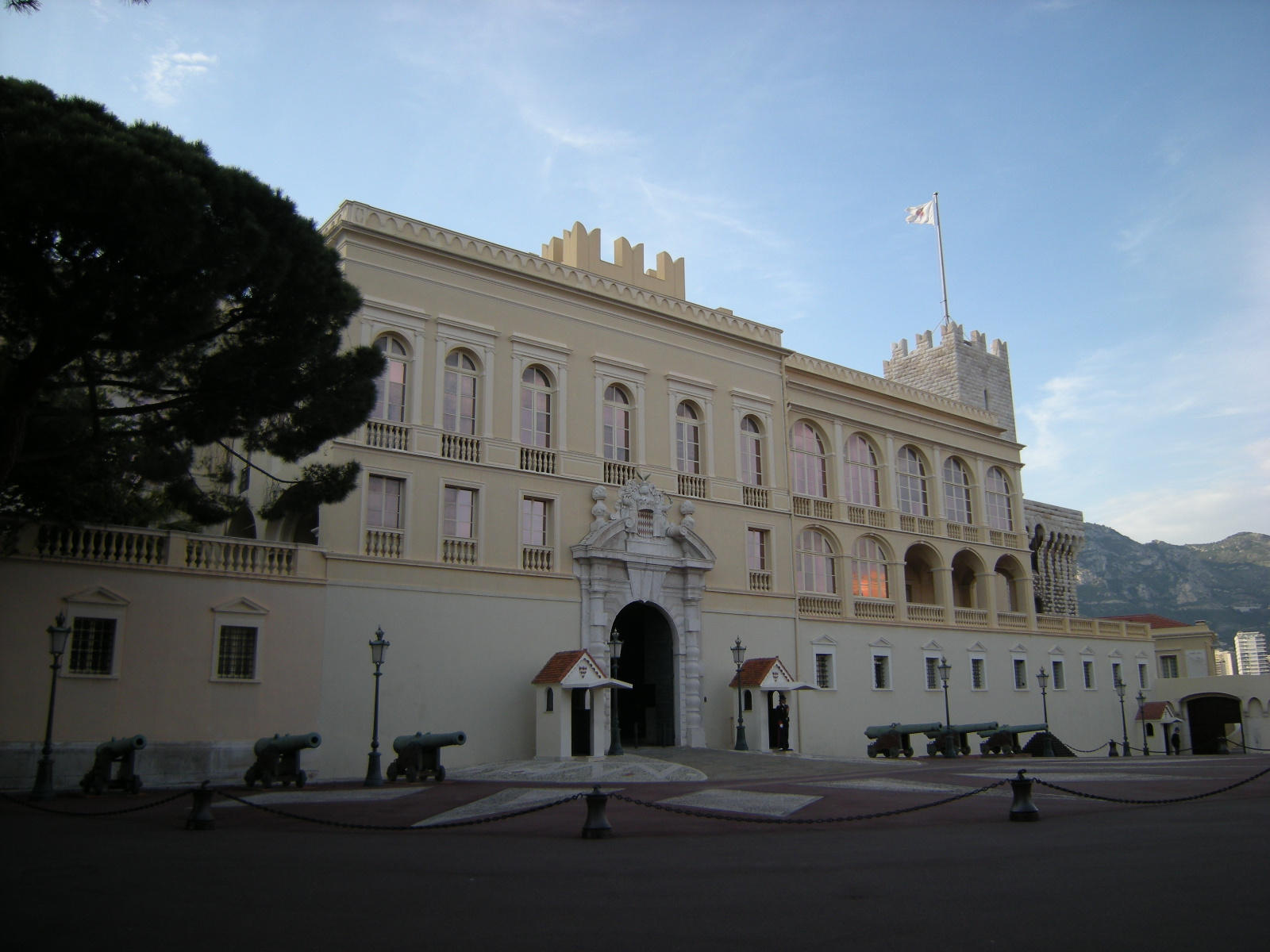
Il Palazzo dei Principi di Monaco

Un'ombra di dubbio esiste sulla legittimità di questa adozione. Il codice civile monegasco (articoli 240 e 243) richiedeva che la parte adottante dovesse avere almeno cinquanta anni e l'adottato ventuno. L'ordinanza del 1918 cambiò il limite di età a diciotto (Charlotte aveva vent'anni all'epoca) ma non il limite di età e Luigi aveva appena 48 anni.

### Matrimonio
A Monaco civilmente il 18 marzo e religiosamente il 19 marzo 1920, Alberto I organizzò il matrimonio della nipote Charlotte con il conte Pierre de Polignac, di Guidel nel dipartimento francese di Morbihan in Bretagna che, per decreto del principe, assunse il cognome Grimaldi e diventò un membro della famiglia regnante. Tale circostanza, in passato, si era già verificata con Claudina che aveva sposato un Grimaldi di un ramo collaterale e Luisa Ippolita, unica principessa sovrana della storia monegasca.
Il matrimonio non fu, tuttavia, felice; i due si separarono il 20 marzo 1930 quando Charlotte lasciò il marito per vivere con il suo amante italiano, Del Masso. La coppia divorziò il 18 febbraio 1933 per ordinanza del principe Luigi II.

### Ultimi anni e morte

Francobollo raffigurante Charlotte ritratta da Philip de László

Il 30 maggio 1944, il giorno prima del 21º compleanno di suo figlio e in pieno accordo con il padre, Charlotte rinunciò e cedette i suoi diritti al trono a Ranieri, sempre che egli non le premorisse. Da questa data ella non fu più la principessa ereditaria di Monaco, anche se mantenne il titolo di principessa di Monaco e duchessa di Valentinois.
A tarda vita frequentò l'università, conseguendo una laurea in assistenza sociale. Dopo che suo figlio salì al trono, la principessa Charlotte si trasferì al castello di Marchais, la tenuta dei Grimaldi sita nei dintorni di Parigi. Nonostante le obiezioni dei figli che temevano per la sua sicurezza, trasformò la residenza in un centro di riabilitazione per ex detenuti. Visse a Marchais con il suo amante, un noto ex ladro di gioielli francese di nome René Girier (soprannominato "René la Canne").
La principessa Charlotte morì a Parigi il 16 novembre 1977 e fu sepolta nella Cappella della Pace a Monaco.

## Discendenza
Charlotte e il conte Pierre de Polignac ebbero due figli:
- Antonietta Luisa Alberta Susanna (28 dicembre 1920 - 18 marzo 2011);
- Ranieri III (31 maggio 1923 - 6 aprile 2005).

## Eredità
Uno dei regali di nozze della principessa Charlotte da parte di suo marito fu un diadema di Cartier di diamanti e perle, che ora fa parte dei gioielli della collezione principesca monegasca ed è stato indossato da sua nipote, la principessa Carolina di Monaco.

## Ascendenza
|                           |                        |                                       | Genitori                                  |  |  | Nonni |  |  | Bisnonni            |  |  | Trisnonni              |  |
|                           |                        |                                       |                                           |  |  |       |  |  | Carlo III di Monaco |  |  | Florestano I di Monaco |  |
|                           |                        |                                       |                                           |  |  |       |  |  | Carlo III di Monaco |  |  | Florestano I di Monaco |  |
|                           |                        | Maria Carolina Gibert de Lametz       |                                           |  |  |       |  |  | Carlo III di Monaco |  |  |                        |  |
| Alberto I di Monaco       |                        |                                       |                                           |  |  |       |  |  | Carlo III di Monaco |  |  |                        |  |
|                           |                        | Antoinette de Mérode                  | Conte Werner de Mérode-Westerloo          |  |  |       |  |  |                     |  |  |                        |  |
|                           |                        | Antoinette de Mérode                  | Conte Werner de Mérode-Westerloo          |  |  |       |  |  |                     |  |  |                        |  |
|                           |                        | Antoinette de Mérode                  | Contessa Victoire de Spangen d'Uyternesse |  |  |       |  |  |                     |  |  |                        |  |
| Luigi II di Monaco        |                        | Antoinette de Mérode                  |                                           |  |  |       |  |  |                     |  |  |                        |  |
|                           |                        | William Hamilton, XI duca di Hamilton | Alexander Hamilton, X duca di Hamilton    |  |  |       |  |  |                     |  |  |                        |  |
|                           |                        | William Hamilton, XI duca di Hamilton | Alexander Hamilton, X duca di Hamilton    |  |  |       |  |  |                     |  |  |                        |  |
|                           |                        | William Hamilton, XI duca di Hamilton | Susan Euphemia Beckford                   |  |  |       |  |  |                     |  |  |                        |  |
| Maria Vittoria Hamilton   |                        | William Hamilton, XI duca di Hamilton |                                           |  |  |       |  |  |                     |  |  |                        |  |
|                           |                        | Maria Amelia di Baden                 | Carlo II di Baden                         |  |  |       |  |  |                     |  |  |                        |  |
|                           |                        | Maria Amelia di Baden                 | Carlo II di Baden                         |  |  |       |  |  |                     |  |  |                        |  |
|                           |                        | Maria Amelia di Baden                 | Stefania di Beauharnais                   |  |  |       |  |  |                     |  |  |                        |  |
| Charlotte di Monaco       |                        | Maria Amelia di Baden                 |                                           |  |  |       |  |  |                     |  |  |                        |  |
|                           | Jacques Antoine Louvet | Jacques Antoine Louvet                |                                           |  |  |       |  |  |                     |  |  |                        |  |
|                           | Jacques Antoine Louvet | Jacques Antoine Louvet                |                                           |  |  |       |  |  |                     |  |  |                        |  |
|                           | Jacques Antoine Louvet | Madeleine Aimable Lepeuple            |                                           |  |  |       |  |  |                     |  |  |                        |  |
| Jacques Henri Louvet      | Jacques Antoine Louvet |                                       |                                           |  |  |       |  |  |                     |  |  |                        |  |
|                           |                        | Marie Catherine Jouanne               | Jean Baptiste Jouanne                     |  |  |       |  |  |                     |  |  |                        |  |
|                           |                        | Marie Catherine Jouanne               | Jean Baptiste Jouanne                     |  |  |       |  |  |                     |  |  |                        |  |
|                           |                        | Marie Catherine Jouanne               | Catherine Julie Joulin                    |  |  |       |  |  |                     |  |  |                        |  |
| Marie-Juliette Louvet     |                        | Marie Catherine Jouanne               |                                           |  |  |       |  |  |                     |  |  |                        |  |
|                           |                        | Pierre Piedefer                       | Michel Valentine Piedefer                 |  |  |       |  |  |                     |  |  |                        |  |
|                           |                        | Pierre Piedefer                       | Michel Valentine Piedefer                 |  |  |       |  |  |                     |  |  |                        |  |
|                           |                        | Pierre Piedefer                       | Marguerite Legrand                        |  |  |       |  |  |                     |  |  |                        |  |
| Joséphine Elmire Piedefer |                        | Pierre Piedefer                       |                                           |  |  |       |  |  |                     |  |  |                        |  |
|                           |                        | Marie Anne Brunel                     | Pierre Brunel                             |  |  |       |  |  |                     |  |  |                        |  |
|                           |                        | Marie Anne Brunel                     | Pierre Brunel                             |  |  |       |  |  |                     |  |  |                        |  |
|                           |                        | Marie Anne Brunel                     | Marie Anne Daniel                         |  |  |       |  |  |                     |  |  |                        |  |
|                           |                        | Marie Anne Brunel                     |                                           |  |  |       |  |  |                     |  |  |                        |  |